# Cratomacer ephippiger
Cratomacer ephippiger is een keversoort uit de familie bastaardsnuitkevers (Nemonychidae). De wetenschappelijke naam van de soort werd in 2004 gepubliceerd door Zherichin & Gratshev.